# Kandeggina Gang
Le Kandeggina Gang sono state un gruppo punk rock formato a Milano nel 1979 e attivo fino al 1981. Sono state uno dei primi gruppi punk rock al femminile italiani. La loro notorietà è in parte legata alla presenza di Giovanna Coletti, che quando lasciò il gruppo nel 1981 assunse il nome d'arte di Jo Squillo.

## Storia
(Luca Frazzi - Guida al punk italiano)

### Contesto e formazione
Le Kandeggina Gang si formano nel 1979 all'interno del centro sociale Santa Marta di Milano, in cui era presente una scuola di musica. Lì, fra gli insegnanti, c'era anche Demetrio Stratos negli ultimi anni della sua vita. Sempre all' interno del Santa Marta nascono altri gruppi fra i quali i Kaos Rock di Gianni Muciaccia, compagno di Giovanna Coletti, che sposerà successivamente.
Il nome delle Kandeggina Gang, che fu ideato dalla bassista Marghie Gianni, faceva riferimento alla volontà del gruppo di sbiancare e corrodere la musica precedente per ripartire da zero.

### Sono cattiva
Il 6 febbraio 1980 il gruppo viene invitato dalla Cramps Records di Gianni Sassi al festival musicale Rock '80. I gruppi ivi presentati furono inseriti nella compilation dall'omonimo titolo e fra questi vi erano oltre alle Kandeggina Gang anche gli Skiantos, gli Windopen, i Take Four Doses, i Kaos Rock, gli X Rated ed i Dirty Actions. "Rock '80" fu ristampato più volte negli anni in Italia ed in Germania.
Nello stesso anno esce la loro prima ed unica pubblicazione, il singolo dal titolo Sono cattiva/Orrore che secondo Luca Frazzi nel suo Guida al punk italiano, rappresenta "un gran bell'esempio di punk adolescenziale giocato sulle frequenze alte (la voce stridula di Jo perfora il cervello) con un vago (vaghissimo) accenno di pop". Il singolo ebbe un discreto successo tanto che Luisa Cunteri in un articolo su Re nudo le definì "le ragazzine più pestifere d'Italia" per i loro testi di protesta adolescenziale ed antimaschilista.

### Dopo le Kandeggina Gang
In seguito Jo Squillo uscirà dalle Kandeggina Gang per intraprendere il suo nuovo progetto personale chiamato Jo Squillo Eletrix, virando verso sonorità più New wave prima ed italo disco poi.
Nel 1997 l'etichetta tedesca Redrum Records (KBD) inserisce il brano Sono cattiva in una delle loro raccolta dal titolo Killed By Death #201 - D'Italia.
Nel 2010 Orrore viene inserita nell'album raccolta dal titolo L'Anthologia New Wave (Punk E Post-Punk, 1977-1980)
.

## Formazione
- Giovanna Coletti – voce
- Marghie Gianni – basso
- Elena – chitarra
- Daniela – batteria

## Discografia

### Singoli
- 1980 - Sono cattiva/Orrore (7", Cramps Records)

### Partecipazioni
- 1980 - Rock '80 (LP, Cramps Records)
- 1997 - Killed by Death #201 - D'Italia (LP, Redrum Records (KBD))
- 2010 - L'Anthologia New Wave (Punk E Post-Punk, 1977-1980) (LP, Cramps Records)